# ゆうもあ大賞
ゆうもあ大賞（ゆうもあたいしょう）は、1959年からスタートした賞。主催は「ゆうもあくらぶ」（開始当時の名称は「ゆうもあ・くらぶ」）。明るいユーモアで世間を楽しませた人物を毎年3・4人選出して贈られる。
1969年から1980年までは休止したが、1981年から再開した。

## 受賞者

### 1950年代・60年代
1959年
- 岡田重雄[1]

1960年
- 五十嵐新次郎、末松俊洋[2]

1961年
- 江上トミ、出羽錦忠雄

1962年
- 淡谷のり子、大野伴睦、宮城千賀子、渡辺美佐

1963年
- 岡本太郎、小汀利得、中澤不二雄

1965年
- 市川崑

1966年
- 杉山金太郎、竹沢三郎[3]、トルバート・デイル[4]

1967年
- 榎本健一、藤猛

1968年
- 青木一雄

### 1980年代
1981年
- 渡辺美智雄、大屋政子、横矢勲[5]

1982年
- 鈴木健二、三波伸介、ひょうきんディレクターズ[6]

1983年
- 畑正憲、萩本欽一、小林完吾

1984年
- 山田直稔、浦辺粂子、ビートたけし

1985年
- 佐藤幸吉[7]、塩沢とき、生方恵一

1986年
- タモリ、豊原ミツ子、中野浩一

1987年
- 衣笠祥雄、久米宏、アントン・ウィッキー

1988年
- 中止（昭和天皇の病状悪化に配慮）

1989年
- 山田邦子、福井敏雄、ケント・デリカット

### 1990年代
1990年
- コロッケ、武豊、大沢悠里

1991年
- 逸見政孝、山田洋次、間寛平

1992年
- 植木等、みのもんた、高野進

1993年
- 土井たか子、志茂田景樹、中山雅史

1994年
- 羽田孜、中村玉緒、大沢啓二

1995年
- 柳家小さん、原辰徳、福留功男

1996年
- 西田敏行、有森裕子、中島誠之助

1997年
- 佐々木主浩、大山のぶ代、春風亭小朝

1998年
- 由紀さおり、天童よしみ、KONISHIKI

1999年
- 乙武洋匡、鈴木その子、毒蝮三太夫

### 2000年代
2000年
- 佐野浅夫、津川雅彦、いっこく堂

2001年
- えなりかずき、森光子、鈴木史朗

2002年
- 高野志穂、小沢昭一、田中邦衛
- 特別賞：アザラシのタマちゃん

2003年
- 高見盛、ボブ・サップ、清水章吾、大村崑

2004年
- アニマル浜口、綾小路きみまろ、ガッツ石松

2005年
- 小林桂樹、山村紅葉、マギー司郎

2006年
- 三国連太郎、渡部恒三、小野文惠

2007年
- ルー大柴、田中宥久子、太田光

2008年
- 水谷豊、エド・はるみ、桑田真澄

2009年
- 徳光和夫、秋元順子、野村克也

### 2010年代
2010年
- 由美かおる、坂本冬美、斎藤佑樹

2011年
- 佐々木則夫、尾木直樹、魁皇博之

2012年
- 高橋英樹、松本薫、三宅宏実

2013年
- 桂文枝、白鵬翔、三谷幸喜

2014年
- 神田沙也加、石井一久、八千草薫

2015年
- 北大路欣也、黒柳徹子、真中満

2016年
- 北島三郎、桐生祥秀、星奈津美、三浦大輔

2017年
- 梅沢富美男、林家たい平、加藤一二三

2018年
- 戸田恵子、舘ひろし、王貞治

2019年
- 笹野高史、草笛光子、古舘伊知郎

### 2020年代
2020年
- 中止（新型コロナウイルス感染拡大に鑑みて）

2021年
- 恵俊彰、上野由岐子、水谷隼

2022年
- 高畑淳子、石原良純、北口榛花

2023年
- ナイツ（塙宣之・土屋伸之）、船越英一郎、和田アキ子

2024年
- 黒川想矢、内藤剛志、林家木久扇[8]